# Ursula de Brandebourg
Ursula, Margravine de Brandebourg (17 octobre 1488 - 18 septembre 1510) est une noble allemande.

## Biographie
Elle est née à Berlin, la fille de Jean Ier Cicéron de Brandebourg, et Marguerite de Thuringe.
À l'âge de 19 ans, le 16 février 1507, elle épouse le duc Henry V de Mecklembourg-Schwerin (1479-1552). Ils ont trois enfants:
1. Sophie de Mecklembourg-Schwerin (1508-1541), mariée à Ernest Ier de Brunswick-Lunebourg
2. Magnus III de Mecklembourg-Schwerin (1509-1550) (décédé avant son père)
3. Ursula de Mecklembourg-Schwerin (30 août 1510 - 22 avril 1586), abbesse de Ribnitz

Elle est décédée à Güstrow en 1510, à l'âge de 21 ans, moins d'un mois après la naissance de son troisième enfant.